# Stefano II di Baviera
Stefano II di Wittelsbach (1319 – Landshut, 13 maggio 1375), duca di Baviera dal 1347 alla sua morte.

## Biografia
Stefano era il secondo figlio di Ludovico IV e della prima moglie Beatrice di Slesia-Glogau. 
Ludovico IV, dal 1314 re dei Romani e dal 1328 imperatore del Sacro Romano Impero, perseguì una serrata politica di espansione del potere dei Wittelsbach, oltre alla Baviera e al Palatinato riuscì ad ottenere la marca del Brandeburgo e il Tirolo, e tramite il matrimonio con Margherita II di Hainaut, l'Olanda e la contea di Hainaut. Alla sua morte questi territori andarono ai suoi sei figli: Ludovico V Stefano II, Ludovico VI, Guglielmo I, Alberto I e Ottone V. 
Due anni dopo la morte di Ludovico IV, tramite il trattato di Landsberg, i territori vennero vennero suddivisi tra i suoi eredi. A Stefano II e ai fratellastri Guglielmo I e Alberto I vennero assegnate la Bassa Baviera e l'Olanda che vennero governate in coreggenza dal 1349 al 1353.
Nel 1353 tramite il trattato di Ratisbona i tre fratelli suddivisero ulteriormente l'eredità, a Stefano II andò la parte meridionale della Bassa Baviera con il capoluogo Landshut, questo diede vita al Ducato di Baviera-Landshut, il piccolo territorio di Straubing venne invece aggregato alla Contea d'Olanda e assegnato Guglielmo I e Alberto I.
Nel 1328, nel corso della campagna in Italia del padre, venne stipulato l'accordo di matrimonio tra Stefano II e Isabella (anche chiamata Elisabetta), figlia di Federico III di Sicilia.
Dopo la temporanea riconciliazione dei Wittelsbach con Carlo IV di Lussemburgo, che aveva finalmente confermato come legittimi i possessi della famiglia, Stefano incalzò Carlo IV ad intraprendere una campagna in Italia nel 1354.
Quando nel 1363 morì il Duca Mainardo, figlio di Ludovico V di Baviera (fratello maggiore di Stefano), Stefano II gli succedette anche nell'Alta Baviera, la successione del Tirolo venne invece dapprima assunta dalla madre di Mainardo che poi la affidò ad un consiglio di nobili, Rodolfo IV d'Asburgo ebbe facile gioco nel far attribuite il governo del Tirolo a se stesso e ai suoi fratelli Leopoldo III e Alberto III.
Stefano II dapprima tentò di protestare invano presso l'imperatore Carlo IV (che per via del matrimonio della figlia era suocero di Rodolfo IV) e dal 1363 al 1369 mosse ripetutamente in armi contro il Tirolo finché, su intervento di Roberto II e dell'arcivescovo di Salisburgo, non venne stipulata la pace di Schärding, nella quale a Stefano vennero assegnati dei territori ancora in possesso di Margherita e un indennizzo di 116000 fiorini (mai pagati) a fronte della rinuncia al Tirolo..
La perdita del Tirolo impedì a Stefano II di rafforzare la sua presenza verso sud, oltre al matrimonio con Isabella d'Aragona aveva organizzato il matrimonio (1364) del primogenito Stefano III con Taddea, figlia di Bernabò Visconti. Nel 1356 la figlia Agnese aveva sposato Giacomo I di Cipro.
Il conflitto con il fratello Ludovico VI, infine, compromise anche le sorti del Brandeburgo per la famiglia Wittelsbach, territorio che fu affidato a Carlo IV. 
Stefano II comunque accettò che il proprio fratello Ottone, l'ultimo dei Wittelsbach come reggente del Brandeburgo, divenisse coreggente nominale quando ritornò in Baviera nel 1373. Per la perdita del Brandeburgo, comunque, i Wittelsbach ottennero un indennizzo in denaro. A Stefano II succedettero i suoi tre figli.
Nonostante le vicissitudini Stefano II amministrò in modo provvido il riunito Ducato di Baviera-Landshut introducendo innovazioni amministrative e regolamentando aspetti della vita economica del territorio, dopo la sua morte i suoi figli governarono congiuntamente per vent'anni.
Stefano II morì a Landshut ed è sepolto nella Chiesa di Nostra Signora di Monaco.

## Matrimoni ed eredi
Stefano si sposò due volte: la prima con Isabella d'Aragona, figlia di Federico III di Aragona, dalla quale ebbe i seguenti figli:
- Stefano (1337-1413);
- Agnese, sposò Giacomo I di Cipro;
- Federico (1339-1393);
- Giovanni (1341-1397)

ed in seconde nozze con Margherita, figlia di Giovanni II di Norimberga, dalla quale non ebbe figli.

## Ascendenza
|                            |                       |                         | Genitori                |  |  | Nonni |  |  | Bisnonni             |  |  | Trisnonni             |  |
|                            |                       |                         |                         |  |  |       |  |  | Ottone II di Baviera |  |  | Ludovico I di Baviera |  |
|                            |                       |                         |                         |  |  |       |  |  | Ottone II di Baviera |  |  | Ludovico I di Baviera |  |
|                            |                       | Ludmilla di Boemia      |                         |  |  |       |  |  | Ottone II di Baviera |  |  |                       |  |
| Ludovico II del Palatinato |                       |                         |                         |  |  |       |  |  | Ottone II di Baviera |  |  |                       |  |
|                            |                       | Agnese del Palatinato   | Enrico V del Palatinato |  |  |       |  |  |                      |  |  |                       |  |
|                            |                       | Agnese del Palatinato   | Enrico V del Palatinato |  |  |       |  |  |                      |  |  |                       |  |
|                            |                       | Agnese del Palatinato   | Agnese di Hohenstaufen  |  |  |       |  |  |                      |  |  |                       |  |
| Ludovico il Bavaro         |                       | Agnese del Palatinato   |                         |  |  |       |  |  |                      |  |  |                       |  |
|                            |                       | Rodolfo I d'Asburgo     | Alberto IV il Saggio    |  |  |       |  |  |                      |  |  |                       |  |
|                            |                       | Rodolfo I d'Asburgo     | Alberto IV il Saggio    |  |  |       |  |  |                      |  |  |                       |  |
|                            |                       | Rodolfo I d'Asburgo     | Edvige di Kyburg        |  |  |       |  |  |                      |  |  |                       |  |
| Matilde d'Asburgo          |                       | Rodolfo I d'Asburgo     |                         |  |  |       |  |  |                      |  |  |                       |  |
|                            |                       | Gertrude di Hohenberg   | Burcardo V di Hohenberg |  |  |       |  |  |                      |  |  |                       |  |
|                            |                       | Gertrude di Hohenberg   | Burcardo V di Hohenberg |  |  |       |  |  |                      |  |  |                       |  |
|                            |                       | Gertrude di Hohenberg   | Matilde di Tubinga      |  |  |       |  |  |                      |  |  |                       |  |
| Stefano II di Baviera      |                       | Gertrude di Hohenberg   |                         |  |  |       |  |  |                      |  |  |                       |  |
|                            | Boleslao II di Slesia | Enrico II il Pio        |                         |  |  |       |  |  |                      |  |  |                       |  |
|                            | Boleslao II di Slesia | Enrico II il Pio        |                         |  |  |       |  |  |                      |  |  |                       |  |
|                            | Boleslao II di Slesia | Anna di Boemia          |                         |  |  |       |  |  |                      |  |  |                       |  |
| Bolko I di Świdnica        | Boleslao II di Slesia |                         |                         |  |  |       |  |  |                      |  |  |                       |  |
|                            |                       | Edvige di Anhalt        | Enrico I di Anhalt      |  |  |       |  |  |                      |  |  |                       |  |
|                            |                       | Edvige di Anhalt        | Enrico I di Anhalt      |  |  |       |  |  |                      |  |  |                       |  |
|                            |                       | Edvige di Anhalt        | …                       |  |  |       |  |  |                      |  |  |                       |  |
| Beatrice di Slesia-Glogau  |                       | Edvige di Anhalt        |                         |  |  |       |  |  |                      |  |  |                       |  |
|                            |                       | Ottone V di Brandeburgo | …                       |  |  |       |  |  |                      |  |  |                       |  |
|                            |                       | Ottone V di Brandeburgo | …                       |  |  |       |  |  |                      |  |  |                       |  |
|                            |                       | Ottone V di Brandeburgo | …                       |  |  |       |  |  |                      |  |  |                       |  |
| Beatrice di Brandeburgo    |                       | Ottone V di Brandeburgo |                         |  |  |       |  |  |                      |  |  |                       |  |
|                            |                       | …                       | …                       |  |  |       |  |  |                      |  |  |                       |  |
|                            |                       | …                       | …                       |  |  |       |  |  |                      |  |  |                       |  |
|                            |                       | …                       | …                       |  |  |       |  |  |                      |  |  |                       |  |
|                            |                       | …                       |                         |  |  |       |  |  |                      |  |  |                       |  |